# توتي تورسيلاواتي
توتي تورسيلاواتي (6 يونيو 1984 في شيكسيك، جاوة الغربية، إندونيسيا  - 29 أكتوبر 2018 في الطائف ) كانت مُدبرة منزل إندونيسية تم إعدامها في 29 أكتوبر 2018 في المملكة العربية السعودية. في عام 2011، أُدينت تورسيلاواتي بتهمة قتل سعود ملحق العتيبي، صاحب عملها في مدينة الطائف، والذي كانت تعمل لديه منذ عام 2009 وكان يعتدي عليها جنسيا. وفقا لتُوتي، ففي 11 مايو 2010، ودفاعا عن نفسها، قامت بضرب صاحب المنزل بالعصا عندما أراد اغتصابها فمات بعد ذلك. بعد هذا الفعل، هربت من المدينة واغتصبها تسعة رجال وعدوا بإحضارها إلى مكة. وبعد أسبوع، تم اعتقالها في الطائف. صدر حينها حكم بالإعدام في حقها ولكن بقي موقوف التنفيذ. 
الرئيس السابق لإندونيسيا بشار الدين يوسف حبيبي وشخصيات رفيعة المستوى كانوا يُطالبون السلطات السعودية بالعفو عن تورسيلواتي. قدمت الحكومة الإندونيسية استمارات قانونية ورسالة إلى الملك السعودي سلمان بن عبد العزيز تعترض على الحُكم بعقوبة الإعدام. احتج الرئيس جوكو ويدودو في محادثة هاتفية مع وزير الخارجية السعودي عادل الجبير ضد قرار تنفيذ الإعدام، كما تم استدعاء سفير السعودية في جاكرتا لبحث الأمر. دعت المُنظمة الإندونيسية رعاية المهاجرين إلى إنهاء اتفاقيات العمالة الإندونيسية بين إندونيسيا والمملكة العربية السعودية. دعت منظمات حقوق الإنسان المحلية والدولية إلى توفير حماية أفضل للعمال الأجانب في المملكة العربية السعودية. وطالبت إندونيسيا السعودية عدة مرات بتعزيز حماية العمال الإندونيسيين، بما في ذلك مطالبة وزيرة خارجيتها ريتنو مرسودي بذلك هذا الشهر أثناء لقاء مع نظيرها السعودي عادل الجبير في جاكرتا. كانت تورسيلاواتي ثالث خادمة بيوت في المملكة العربية السعودية يتم تنفيذ عقوبة الإعدام في حقها في عام 2018.